# Mucormicose
Mucormicose, também conhecida como fungo negro, é uma infeção fúngica grave que ocorre geralmente em pessoas com o sistema imunitário debilitado. Os sintomas dependem do local no corpo onde ocorrer a infeção. A doença é classificada em cinco tipos principais, em função da parte do corpo afetada. O tipo mais comum é o rinocerebral, que infeta o nariz, seios paranasais, olhos e cérebro, e manifesta-se por congestão nasal, inchaço e dor de um dos lados da cara, dores de cabeça, febre, perturbações da visão, inchaço e protuberância do olho e necrose dos tecidos. As outras formas da doença podem infetar os pulmões, estômago e intestinos e a pele.
A doença é transmitida por esporos de fungos da ordem dos Mucorales, geralmente através de inalação, alimentos contaminados ou feridas abertas. Estes fungos são comuns no solo, em matéria orgânica em decomposição (como fruta e legumes a apodrecer) e estrume de animais, embora geralmente não afete o ser humano. A doença não é transmissível de pessoa para pessoa. Entre os fatores de risco estão a diabetes com níveis persistentemente elevados de glicose ou cetoacidose diabética, excesso de ferro, insuficiência de glóbulos bancos, cancro, transplante de órgãos, insuficiência renal, imunossupressores, utilização prolongada de esteroides ou medicamentos imunossupressores e VIH/SIDA.
O diagnóstico é realizado com recurso a biópsia e cultura microbiológica, podendo-se recorrer a exames imagiológicos para avaliar a extensão da doença. Os sintomas são semelhantes aos da aspergilose. O tratamento geralmente consiste na administração de anfotericina B e desbridamento cirúrgico. Entre as medidas de prevenção estão a utilização de máscara cirúrgica em áreas poeirentas, evitar o contacto com edifícios danificados pela água e proteger a pele do contacto com o solo ao realizar atividades no exterior, como jardinagem. A doença tende a progredir rapidamente, sendo fatal em cerca de metade dos casos do tipo rinocerebral e em praticamente todos os casos do tipo disseminado.
A mucormicose é geralmente rara, sendo mais comum na Índia. Pode afetar pessoas de qualquer idade, incluindo bebés prematuros. A primeira descrição da doença foi feita pelo médico alemão Friedrich Küchenmeister em 1855. Muitos dos casos reportados ocorrem durante desastres naturais, como o tsunami do Oceano Índico de 2004 ou o tornado de Joplin de 2011. Durante a pandemia de COVID-19 foi reportada uma associação entre COVID-19 e mucormicose, que se pensa estar relacionada com a diminuição da função imunitária durante o curso da doença ou com a terapia de glucocorticoides. O aumento do número de casos ocorreu sobretudo na Índia.